# Anna Bourbon–parmai hercegnő
Anna Bourbon–parmai hercegnő, házassága révén formálisan Anna román királyné (románul: Regina Ana a României, Párizs, 1923. szeptember 18. – Morges, Svájc, 2016. augusztus 1.) Románia címzetes királynéja, mivel házasságkötése előtt egy évvel Románia köztársaság lett.

## Élete

### Származása
Anna hercegnő 1923. szeptember 18-án született Párizsban. Szülei: René Bourbon–parmai herceg és Margit dán királyi hercegnő.
1943-ban önkéntesként belépett a francia hadseregbe. Követte ezredét Algériába, Marokkóba, Olaszországba, Luxemburgba és Németországba. Megkapta a „Háború Keresztje” francia kitüntetést.

### Házassága
1947-ben ismerte meg a férjét, I. Mihály román királyt Londonban, akivel 1948. június 10-én házasodott össze. Először Angliában, később pedig Svájcban telepedtek le.
Házasságukból öt gyermek született, mindegyik lány, címük szerint román királyi hercegnők:
- Margit trónörökös hercegnő (* 1949)
- Ilona hercegnő (* 1950)
- Irén hercegnő (* 1953)
- Zsófia hercegnő (* 1957)
- Mária hercegnő (* 1964)

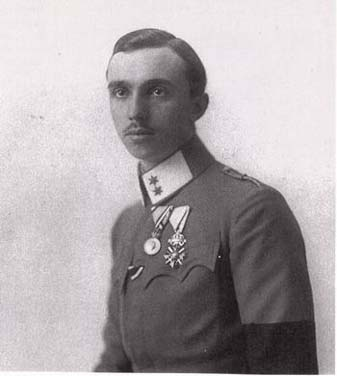
Apja, René Bourbon-parmai herceg
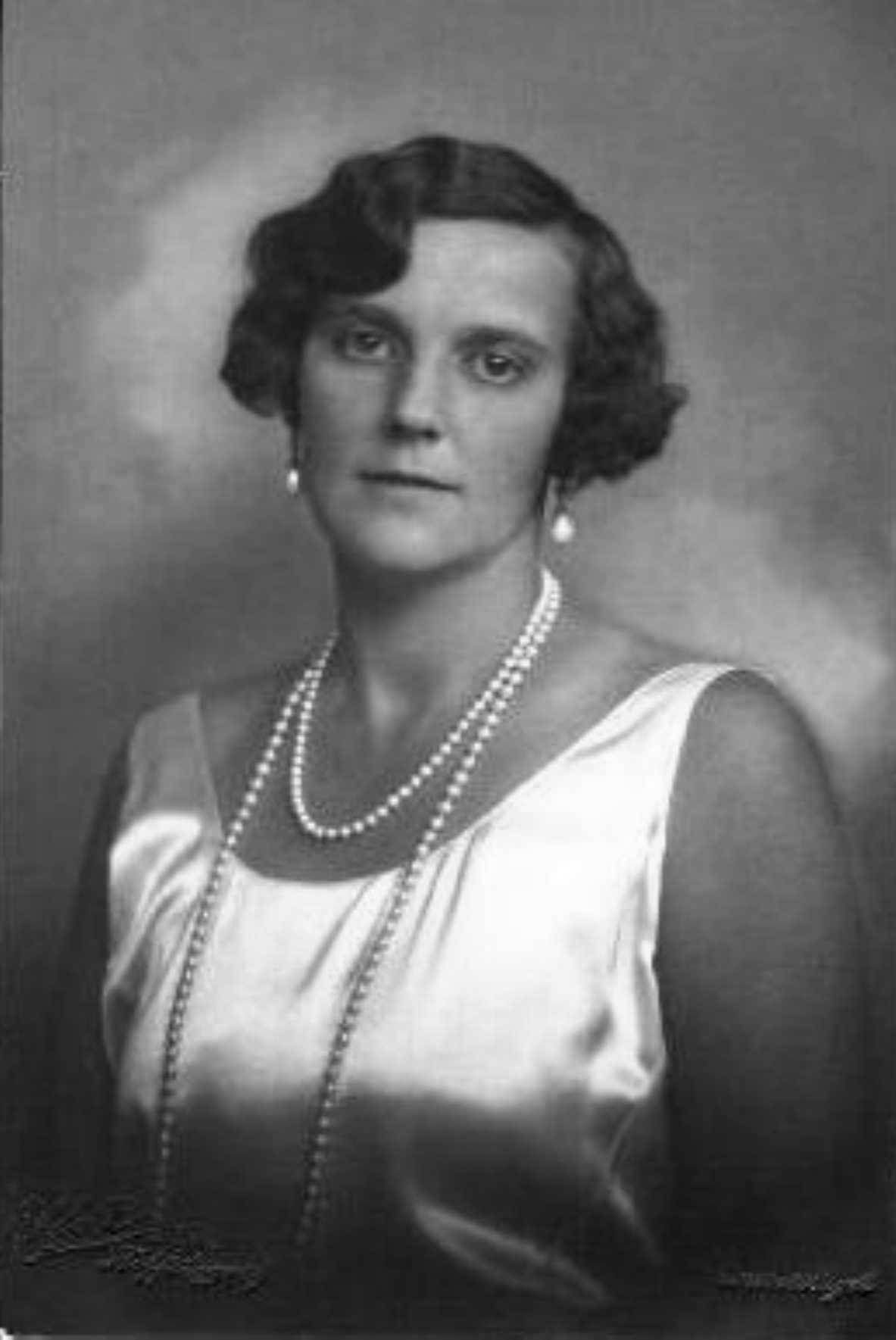
Anyja, Margit dán hercegnő
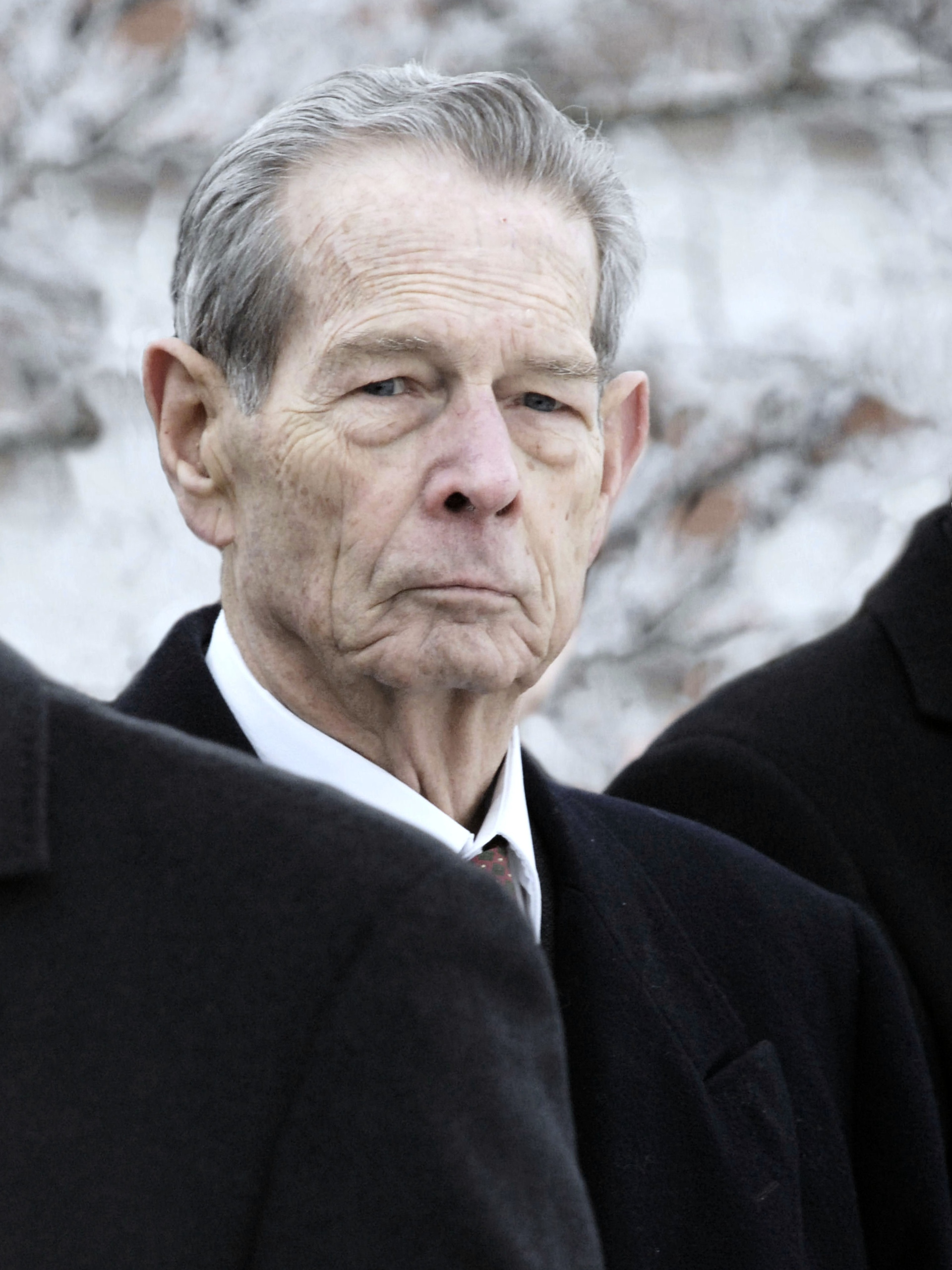
Férje, I. Mihály 2007-ben Gyulafehérváron